# Захарівці
Заха́рівці — село в Україні, у Чорноострівській селищній територіальній громаді Хмельницького району Хмельницької області. Населення становить 463 особи.

## Населення

### Мова
Розподіл населення за рідною мовою за даними перепису 2001 року:
| Мова       | Кількість | Відсоток |
| ---------- | --------- | -------- |
| українська | 453       | 97.84%   |
| російська  | 10        | 2.16%    |
| Усього     | 463       | 100%     |

## Відомі уродженці
В селі народилися:
- Ковац Петро Семенович (нар.1913 — †1941) — Герой Радянського Союзу.
- Ігнащенко Анатолій Федорович (1930—2011) — український архітектор, народний художник України

## Галерея

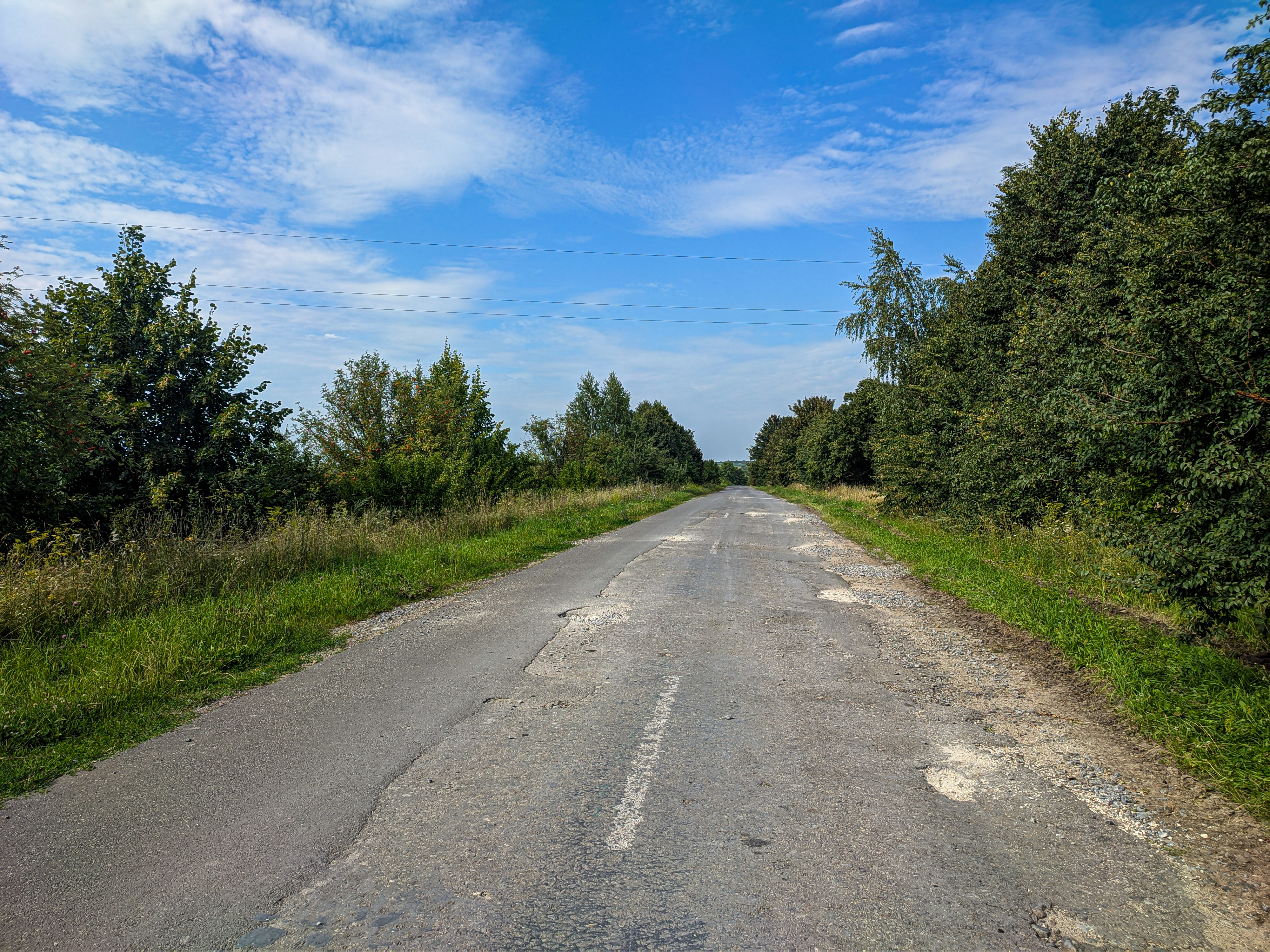
Дорога на село
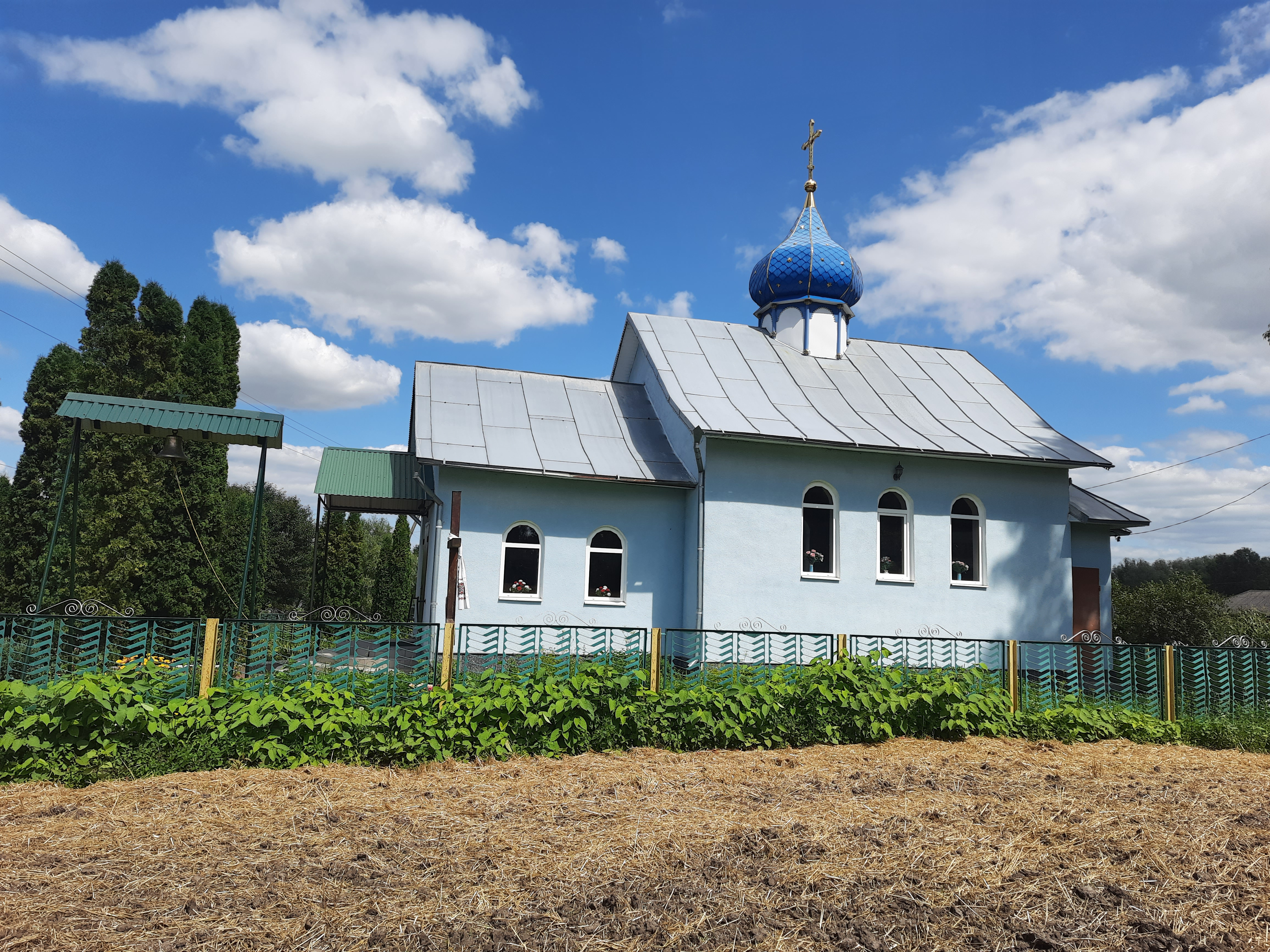
Свято-Михайлівська церква
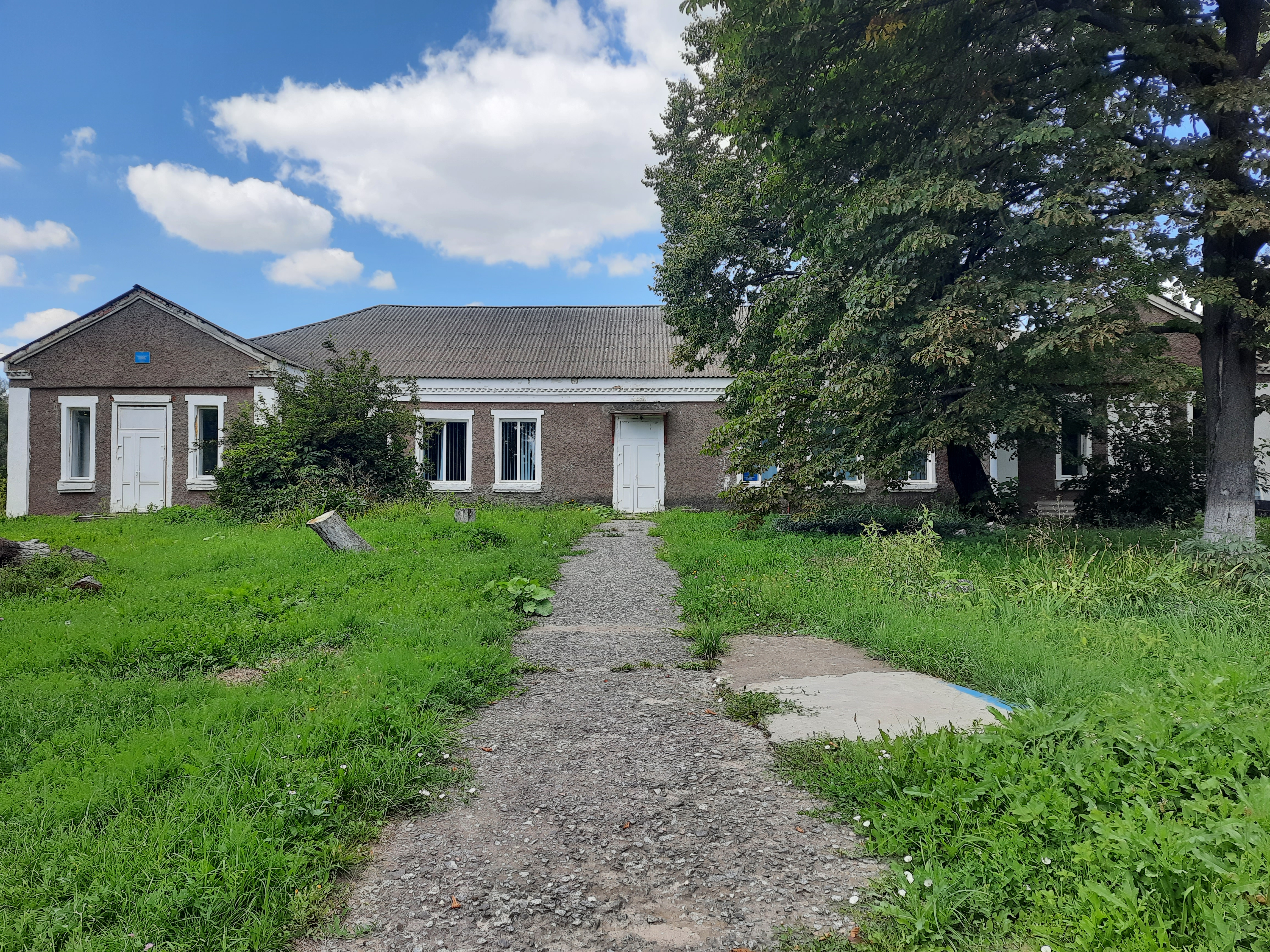
Клуб
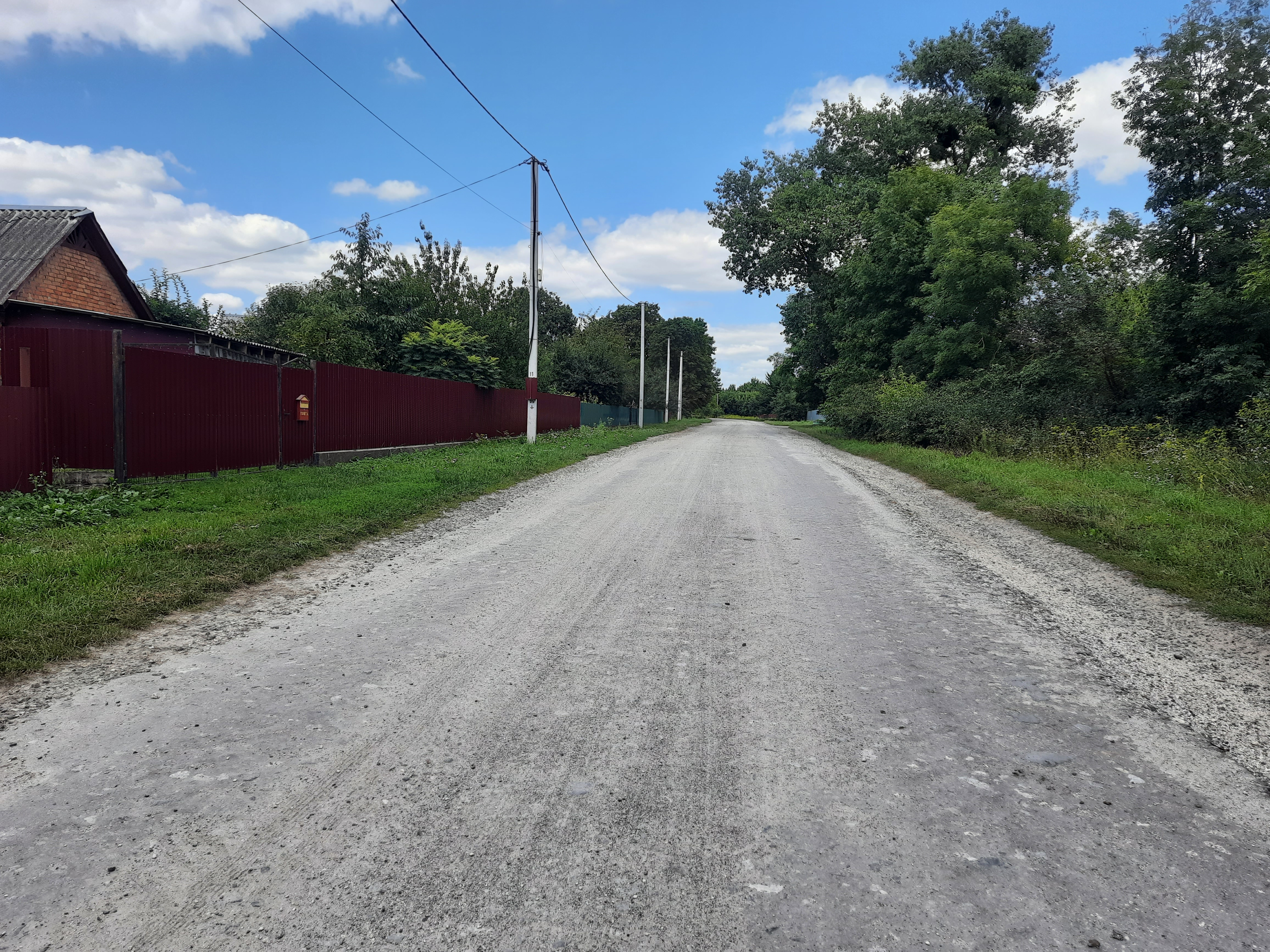
Сільська вулиця
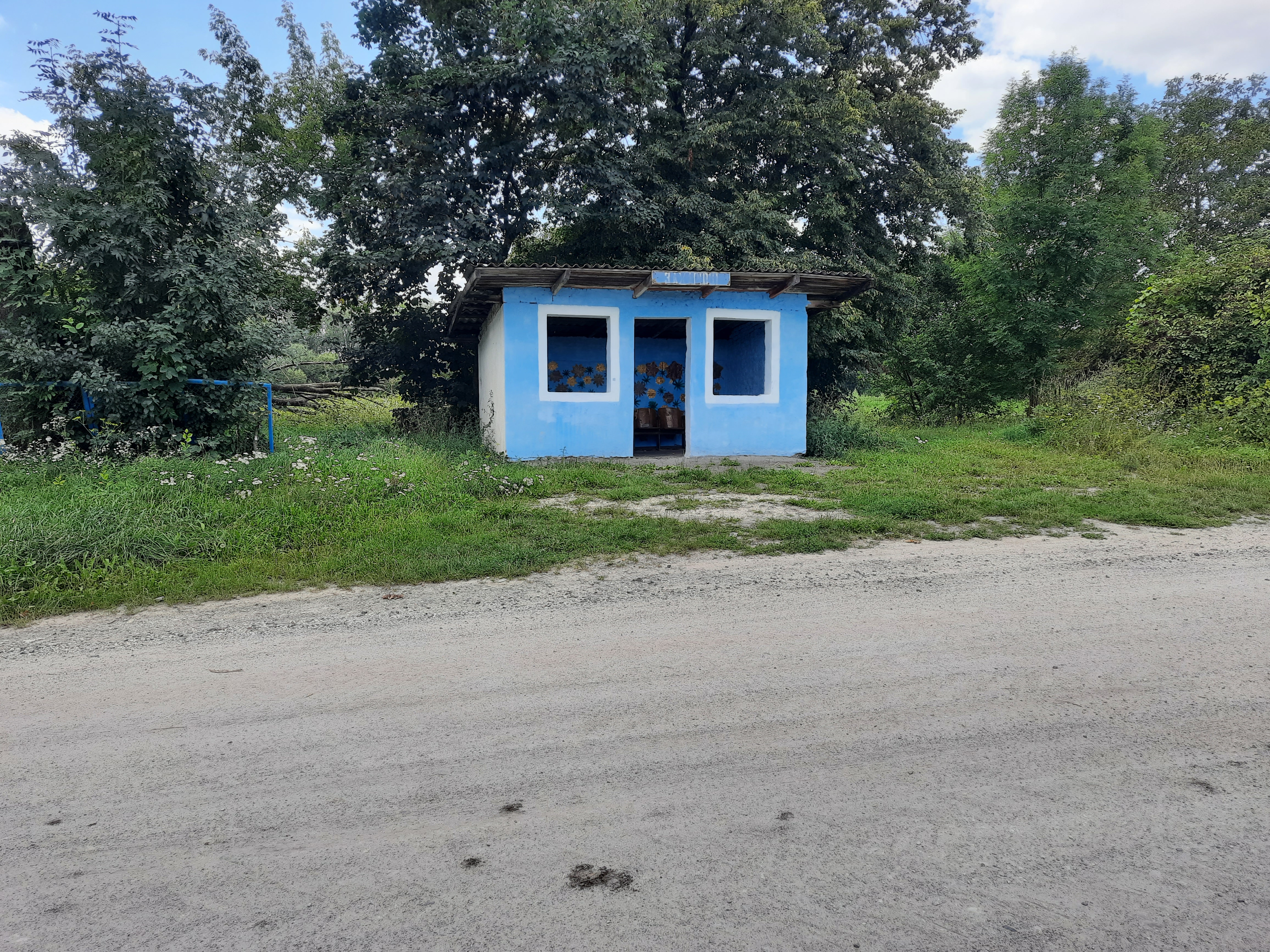
Автобусна зупинка в селі
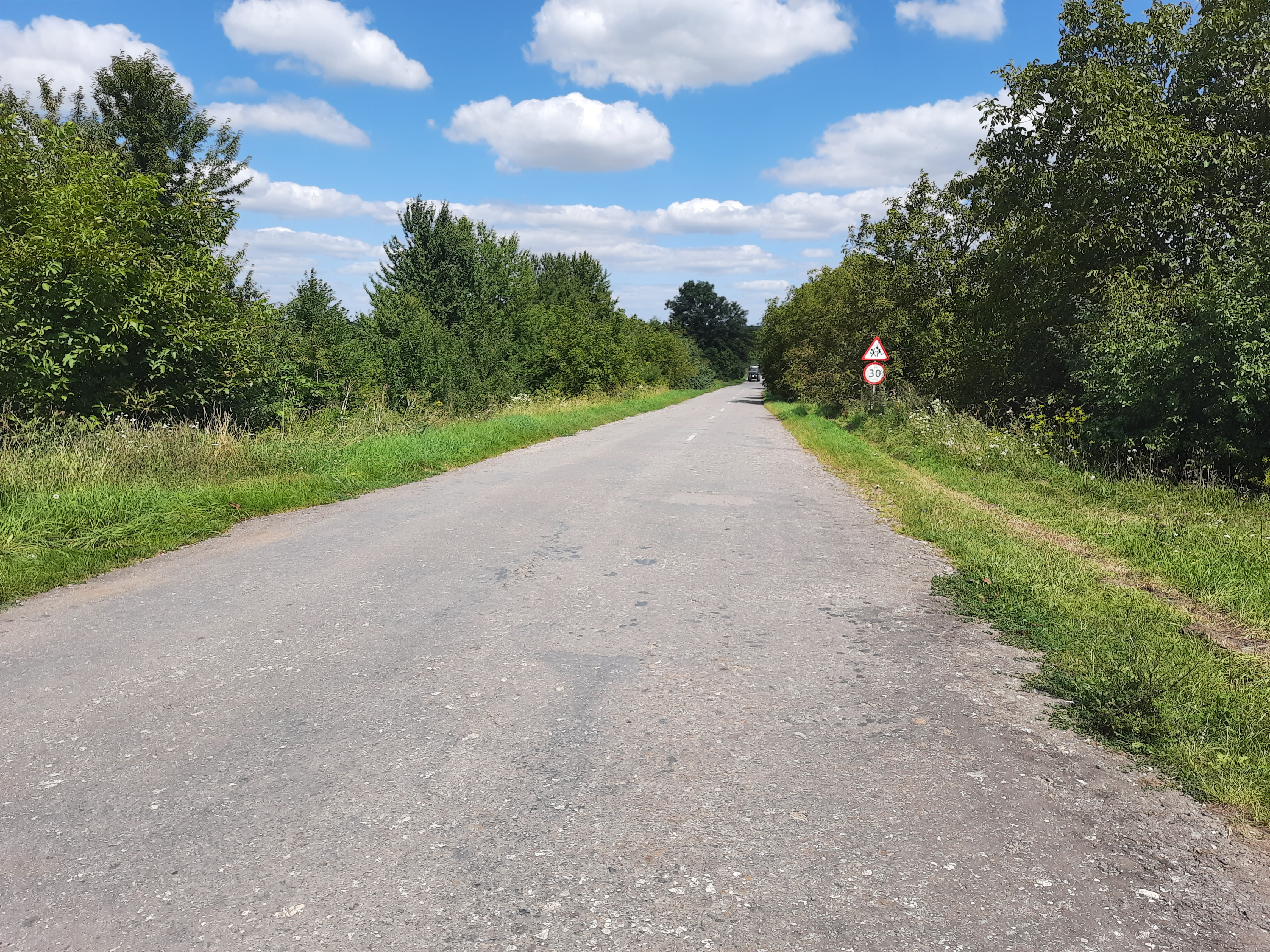
Околиця села
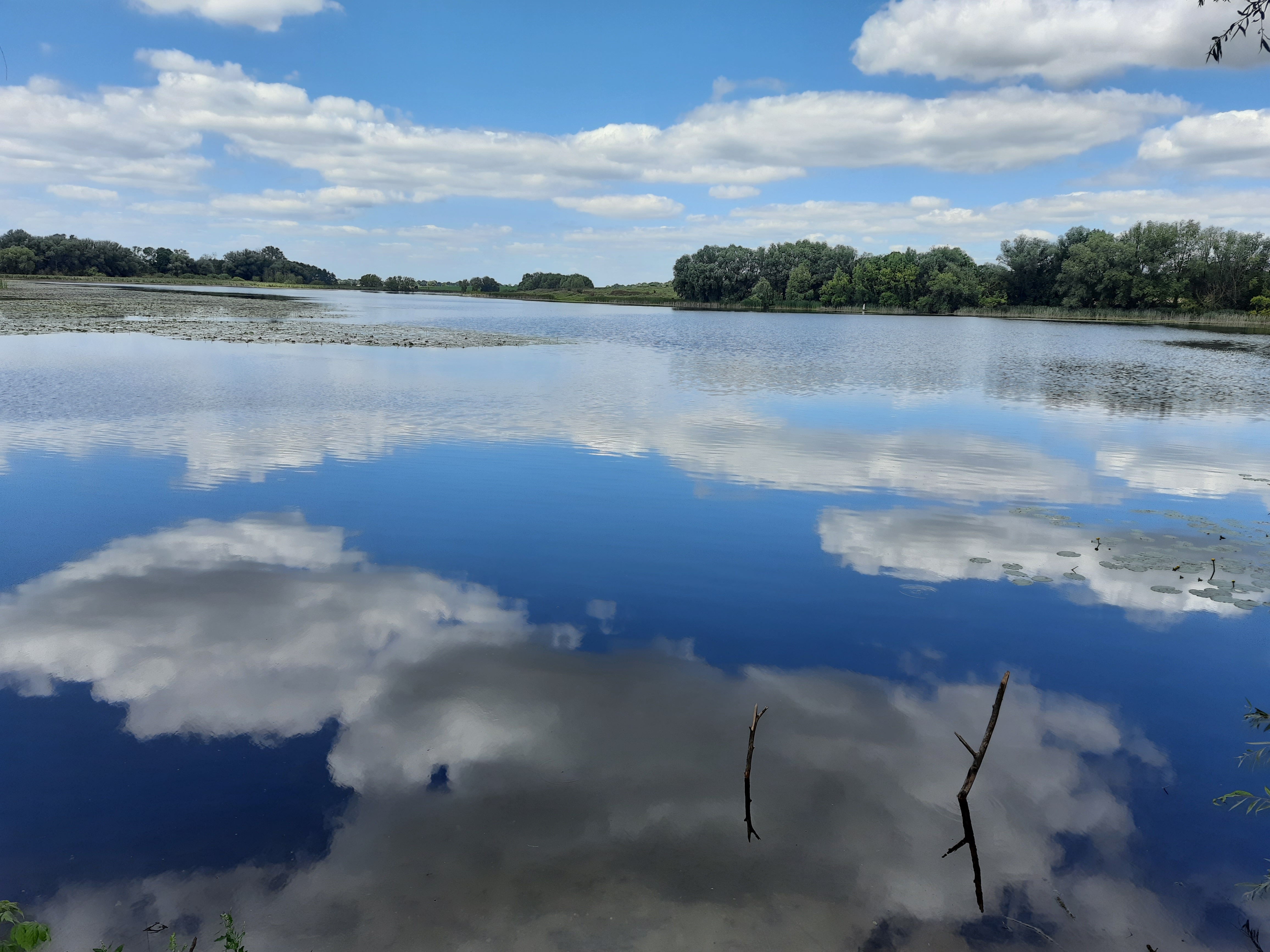
Став біля села
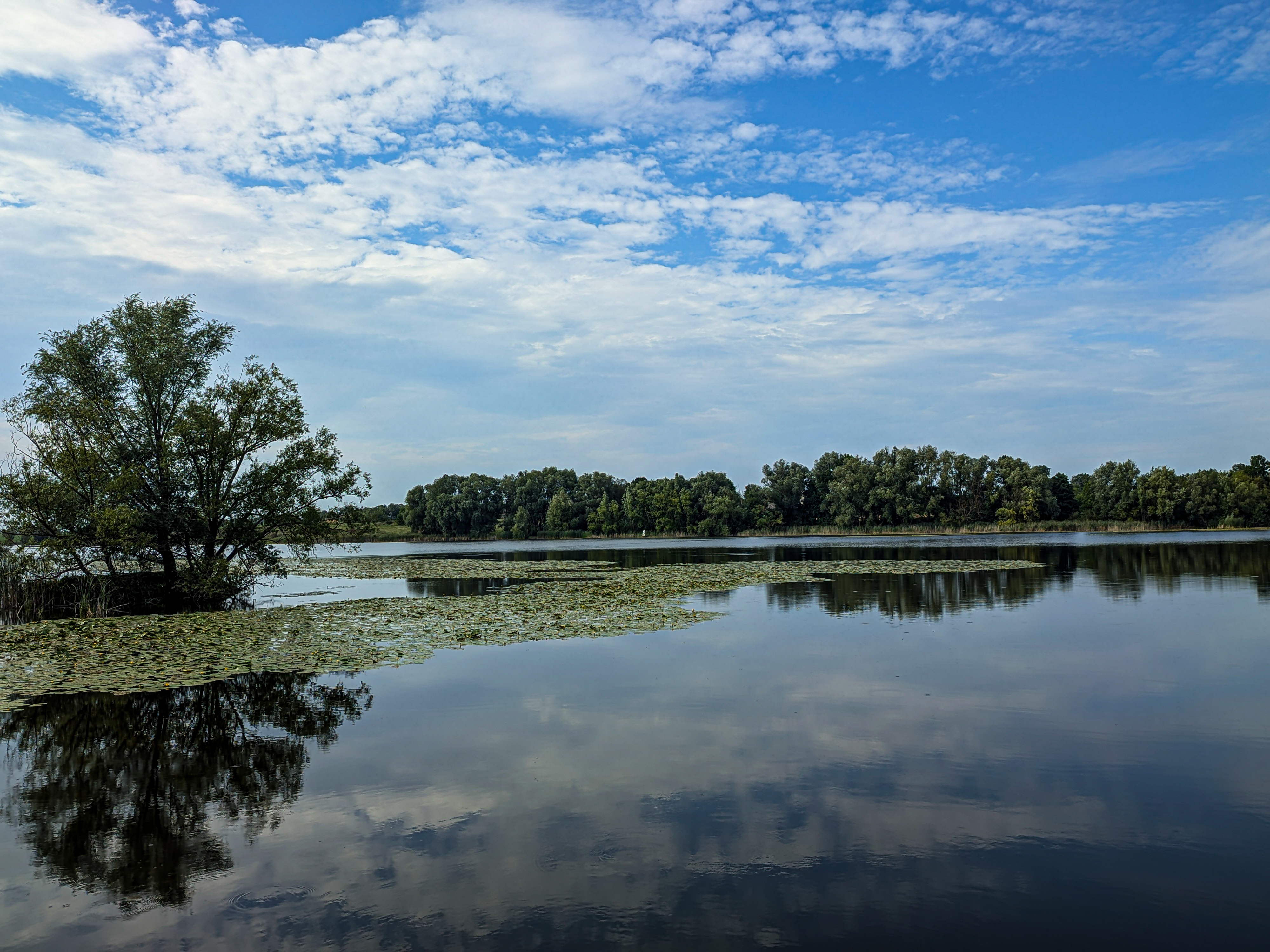
Сільський став
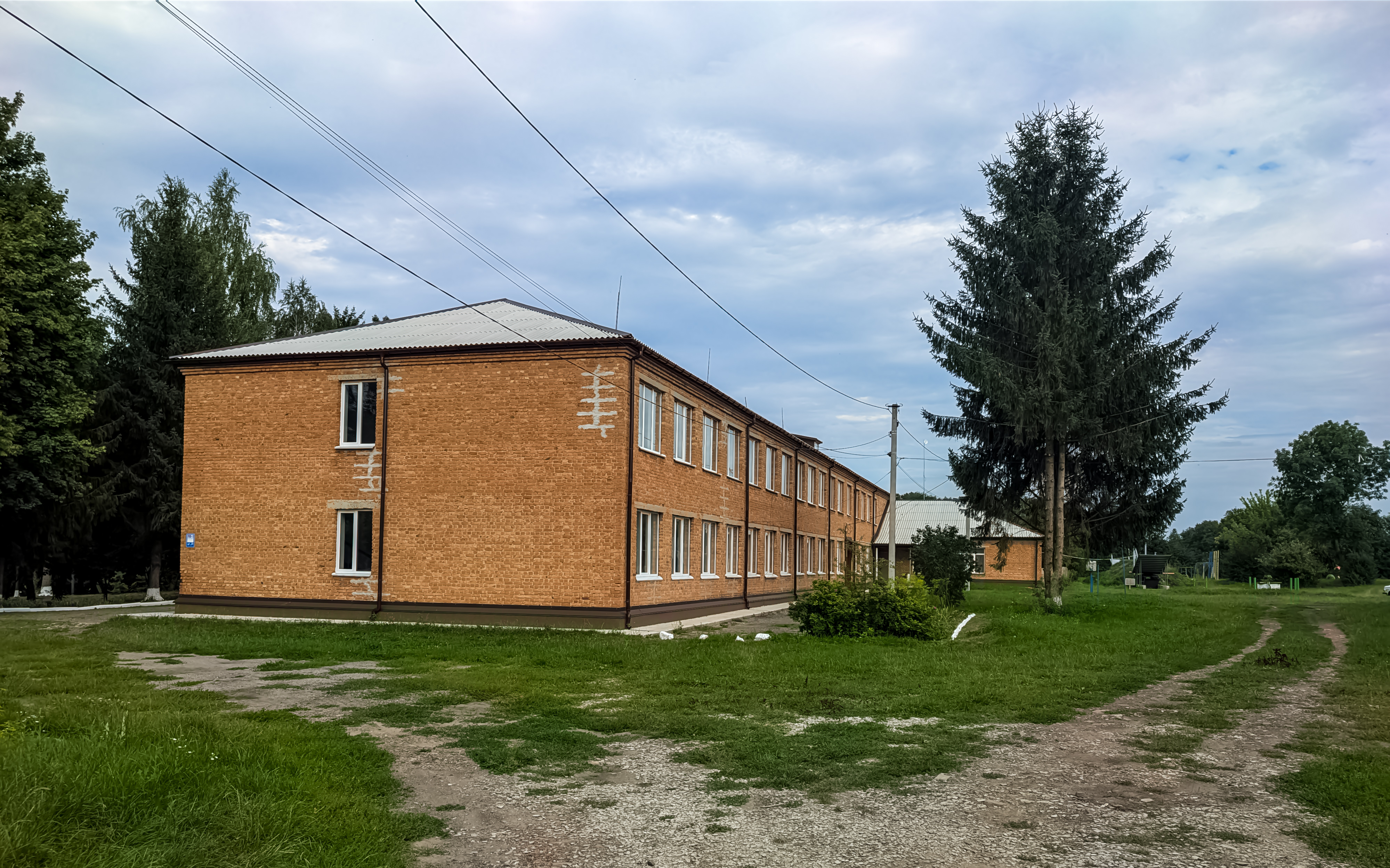
Школа
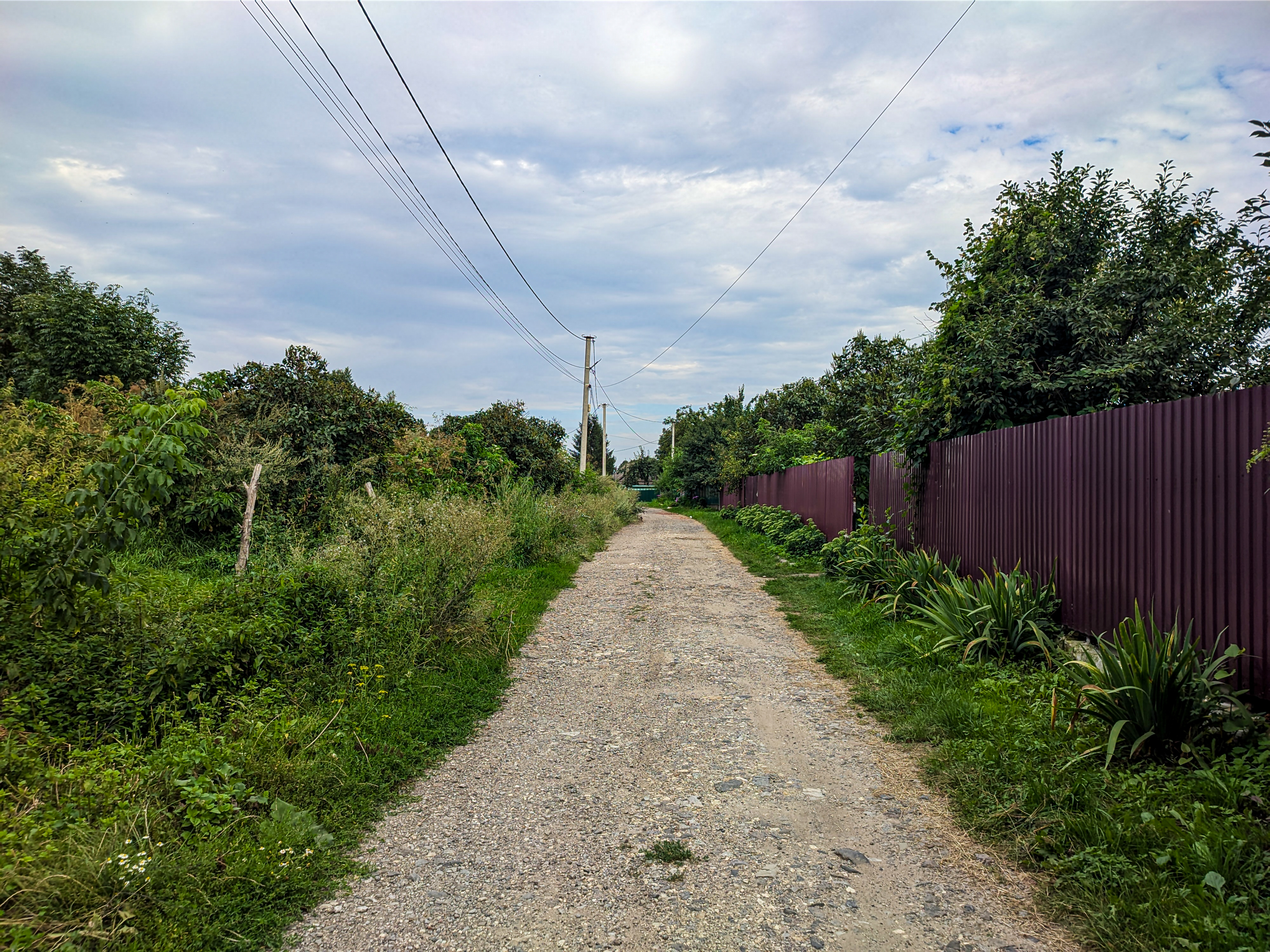
Сільська вулиця
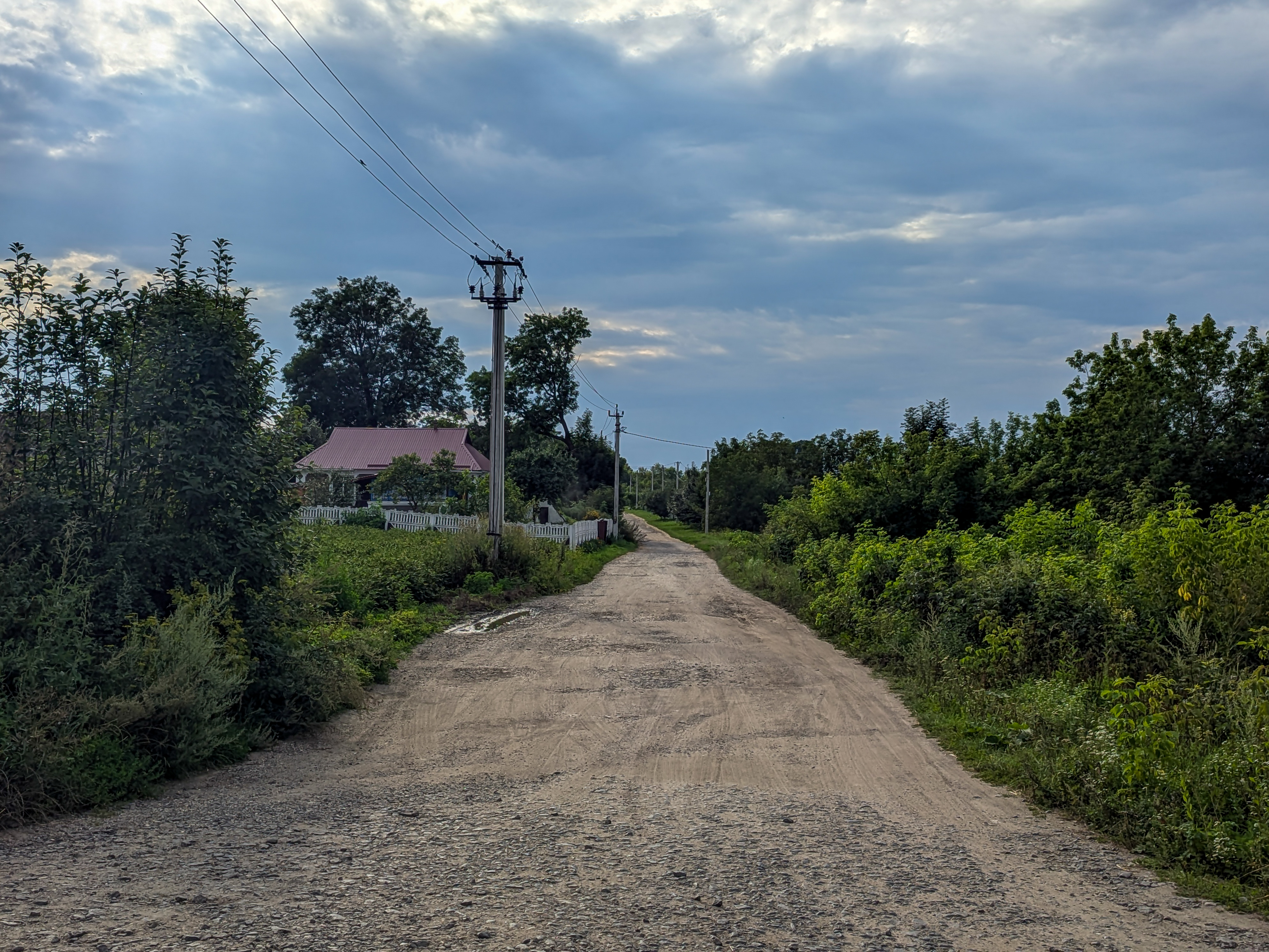
Сільська вулиця
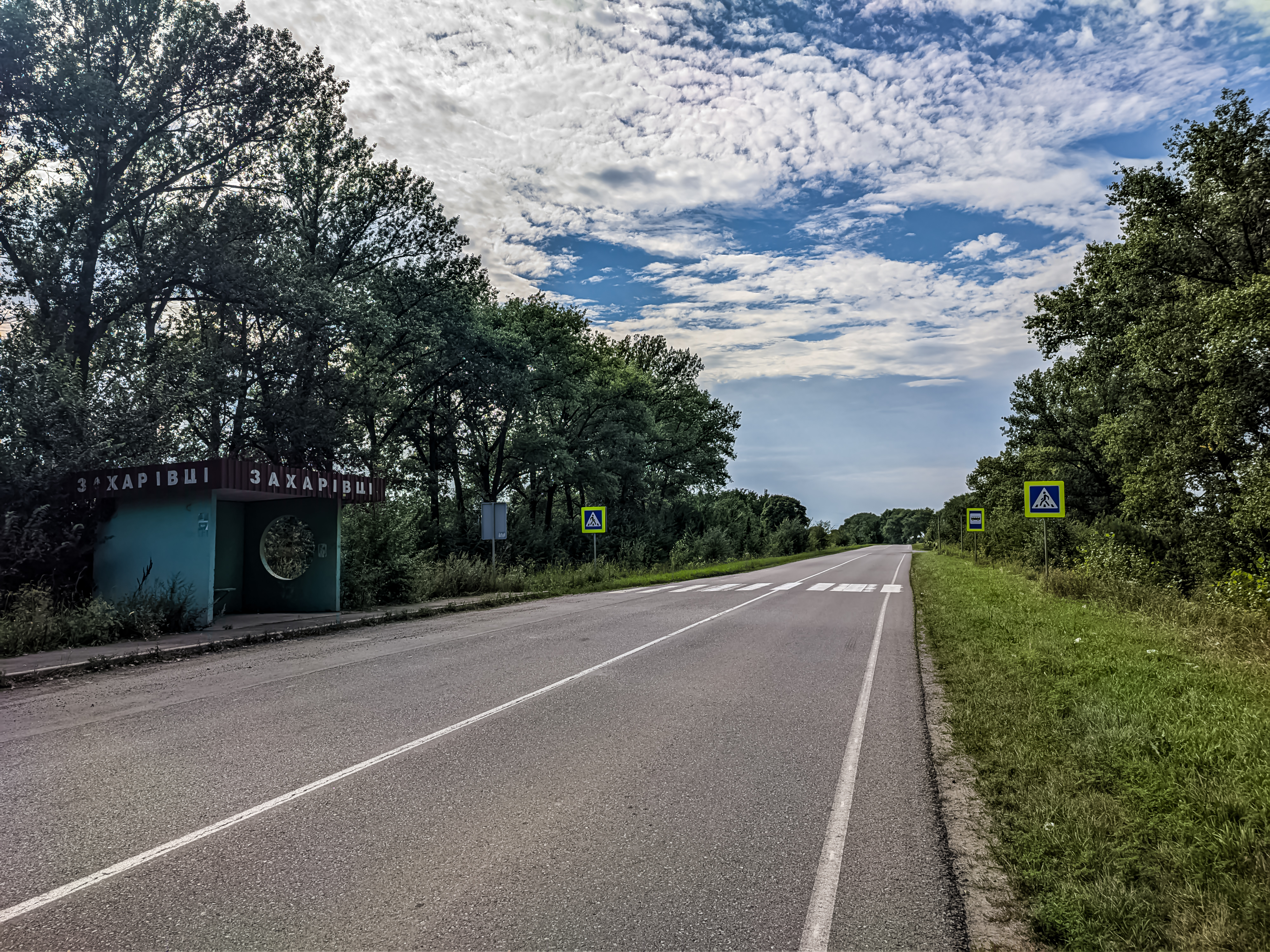
Автобусна зупинка поблизу села